# TT5
La tombe thébaine TT 5 est située à Deir el-Médineh, dans la nécropole thébaine, sur la rive ouest du Nil, face à Louxor en Égypte.
C'est la sépulture de Néferabet, serviteur dans la Place de Vérité qui vivait durant la période ramesside.
Néferabet (également appelé Néferabou) est le fils de Néferronpet et Mahi. Sa femme est Ta-Iset.

## Description
Le tombeau a deux chambres funéraires.

### Chambre A
Un fils nommé Nedjemger est représenté offrant un vase à Néferabet et Ta-Iset. Un groupe de parents adorant Hathor est composé de :
- Néferabet lui-même,
- son père Amenmosé,
- son frère Aménémopé ;
- les fils de Néferabet : Néferronpet, Ramosé, Nedjemger, Méryounou ;
- les frères de Néferabet : Anhotep, Ipou, Huy, Mérymaât
- et un homme nommé Iryfdjodj.

Les femmes de la scène incluent Ta-Iset, la femme de Néferabet, sa mère Tenthaynou, sa sœur Isetnofret et plusieurs filles nommée Henouttou, Mahy, Tenthaynou, Hetepy, Moutemopet et Isetnofret.
Dans une autre scène, plusieurs membres de la famille sont en train d'adorer Rê-Horakhty : Néferronpet, le père de Néferabet, Néferabet lui-même, son frère Anhotep et plusieurs de ses oncles : Rahotep, Maaninakhtef, Ipou et Pached.

### Chambre B
Cinq panneaux montrent la famille adorant Anubis. Néferabet est accompagné de son épouse, ses fils Nedjemger, Néferronpet, Ramosé et Méryounou ainsi que ses filles Henoutta, Tentha, Isetnofret, Henout-Iounet, Hetepy, Moutemopet, Mahy et Rorouti. Anhotep est accompagné par leurs sœurs Tentamenet et Ta(y)senofret.

Photos des fouilles de 1905 à 1914. Archives photographiques, musée égyptologique de Turin.
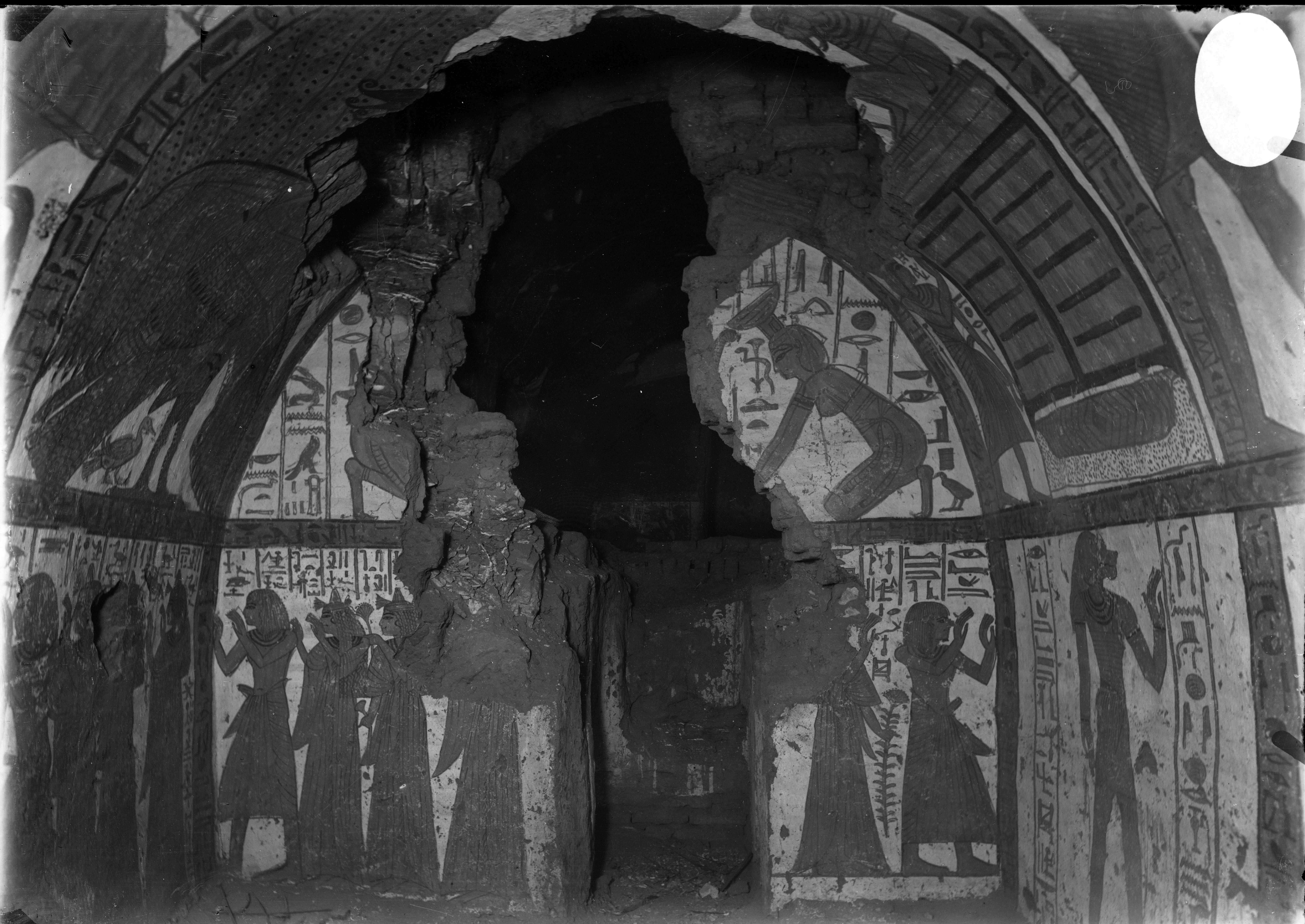
Mur sud de la chambre funéraire du tombeau. Le mur est assez endommagé. On peut identifier dans le registre supérieur la déesse Nephtys agenouillée et de l'autre côté la déesse Isis, également agenouillée. Seuls les pieds de la déesse Isis subsistent. Dans le registre inférieur, on trouve des scènes d'adoration.
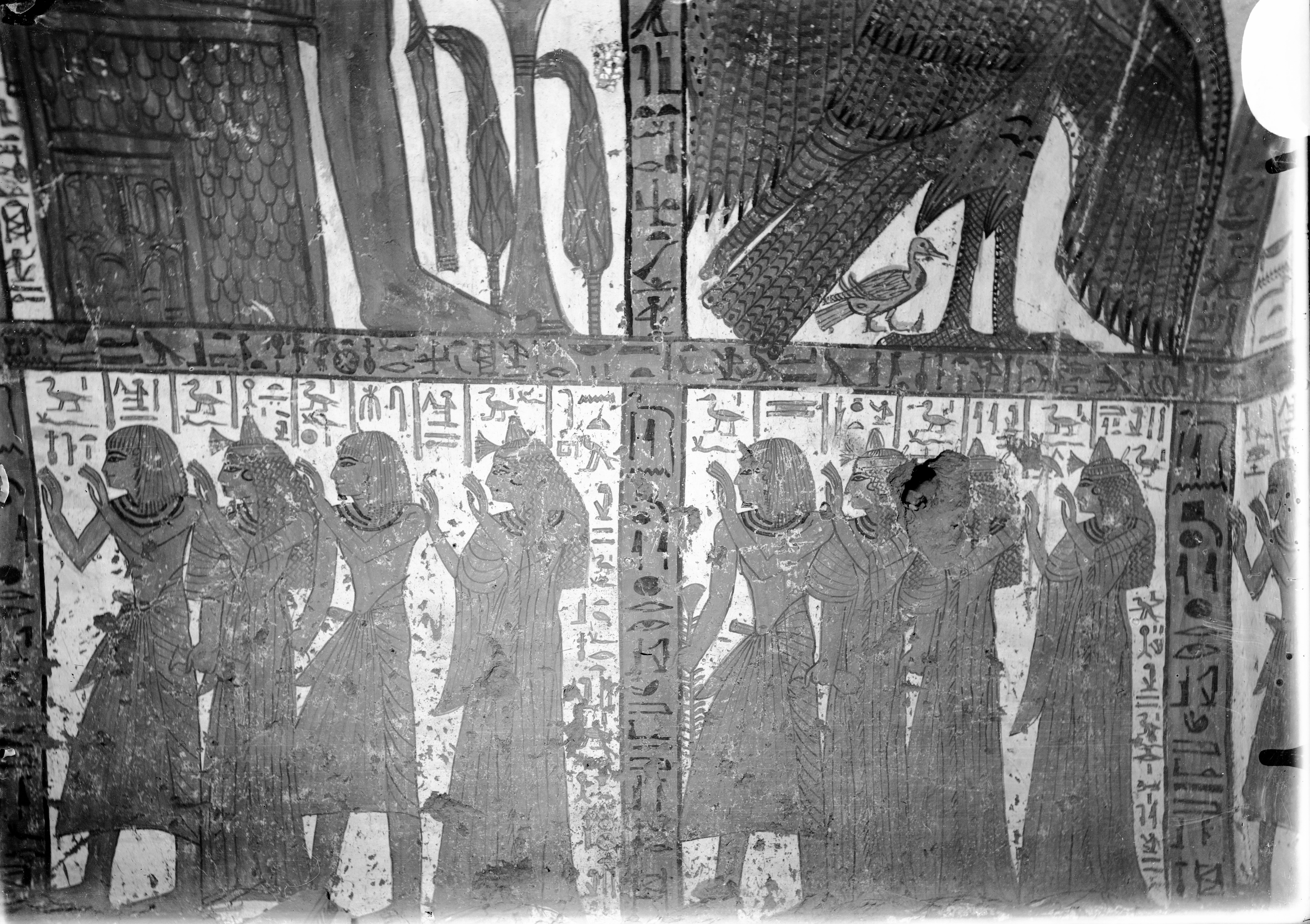
Mur est de la chambre funéraire du tombeau. Le défunt est représenté avec sa famille en train d'adorer le dieu Anubis (non visible sur cette photographie).
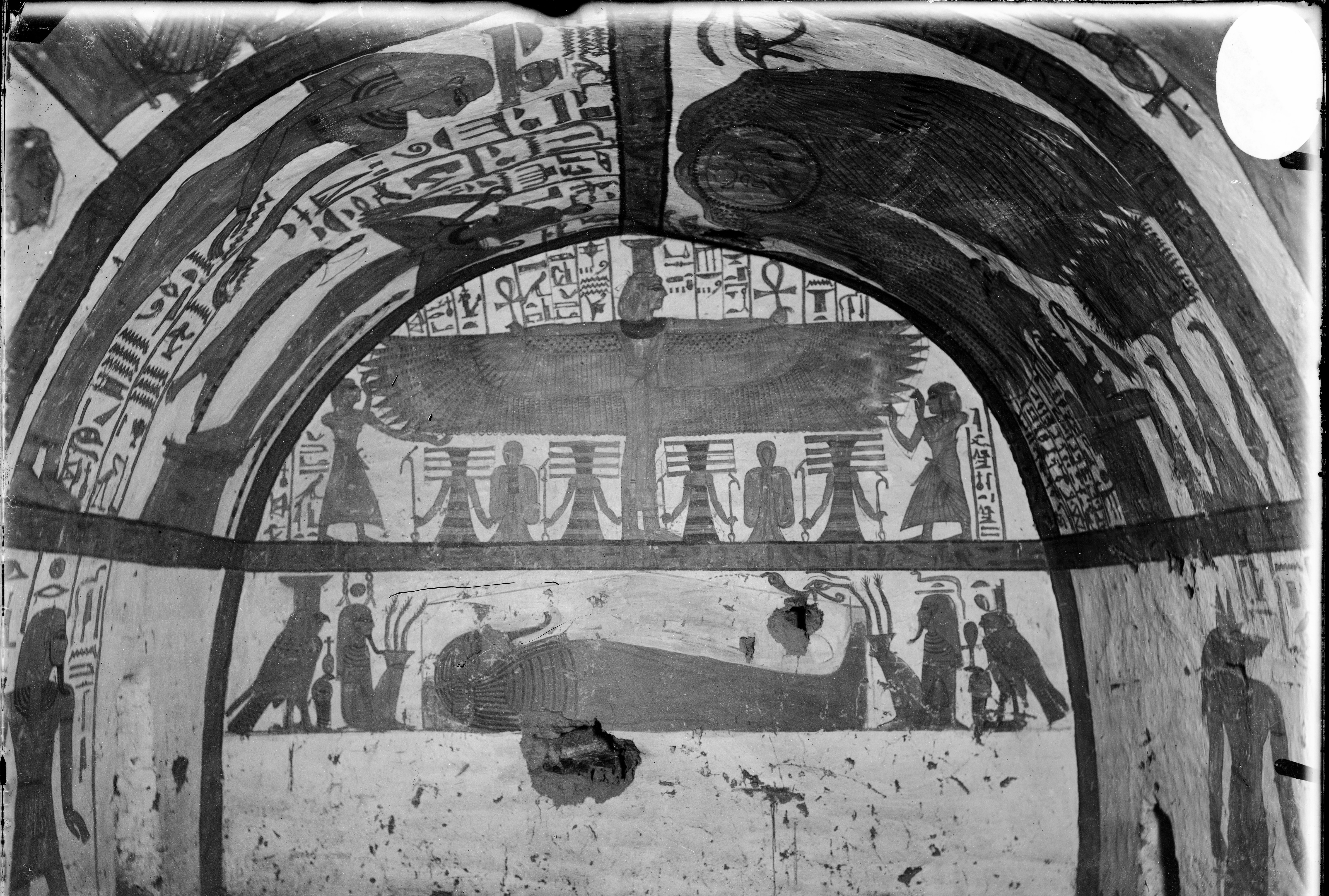
Mur nord (au fond) de la chambre funéraire. Le registre supérieur montre la déesse ailée Nephtys, vénérée par le défunt et sa famille. Le registre inférieur montre la momie du défunt, avec les déesses Nephtys (à gauche) et Isis (à droite) sous forme de faucons de chaque côté de Neferabet. A côté des déesses se trouvent deux figures divines (Khekekh et Djet).